# Porte de Baydar
La porte de Baydar (en tatar de Crimée : Baydar boğazı, en ukrainien : Байдарські ворота, en russe : Байдарские ворота) est un col routier reliant la vallée de Baydar, près de la ville d'Inkerman, à la baie de Sébastopol. C'est aussi une construction monumentale de style néo-classique, qui fut édifiée en 1848, lors du passage de la route Yalta-Sébastopol au point culminant, 533 m. La porte est classée

## En images

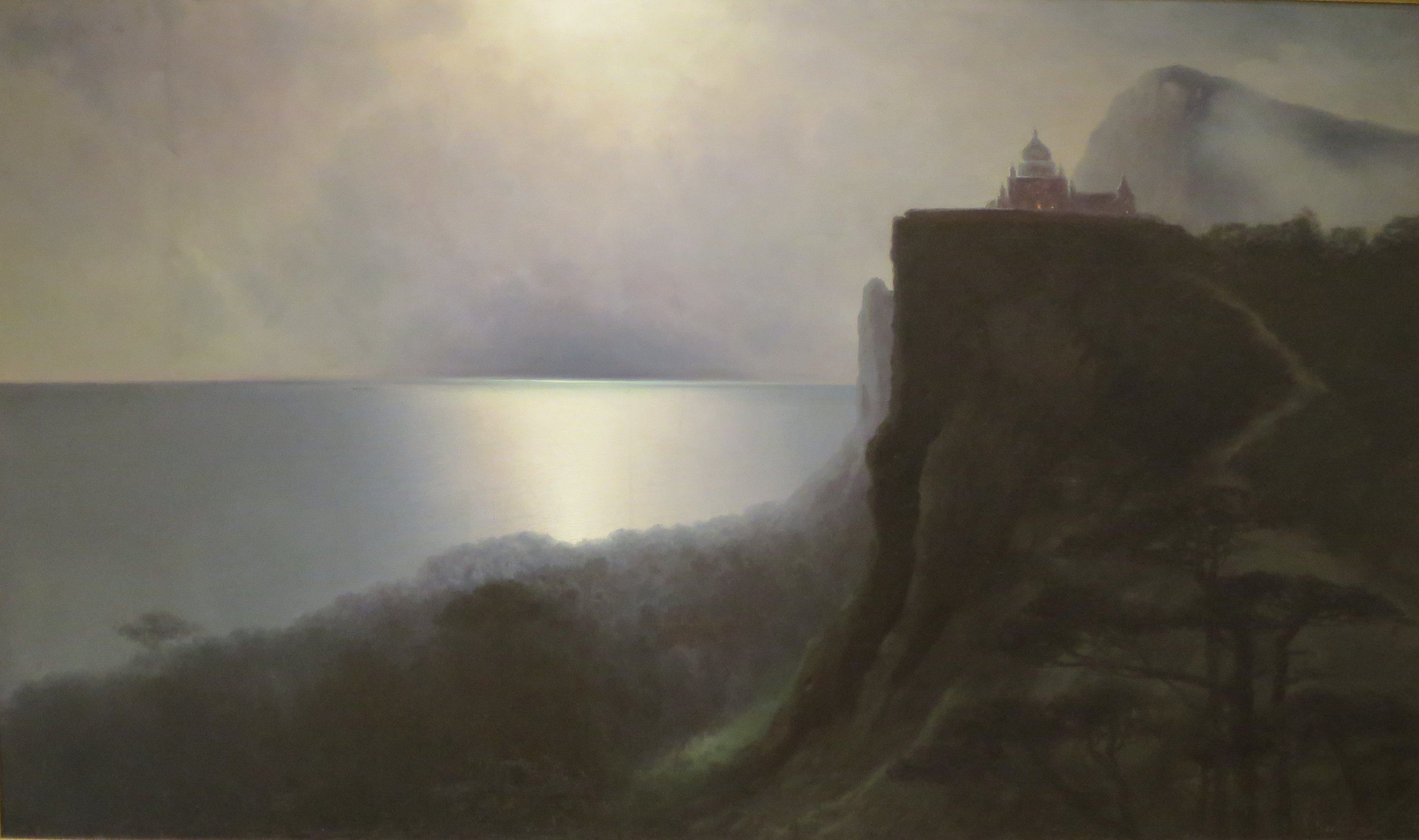
Le point de vue avec la route sur la droite.
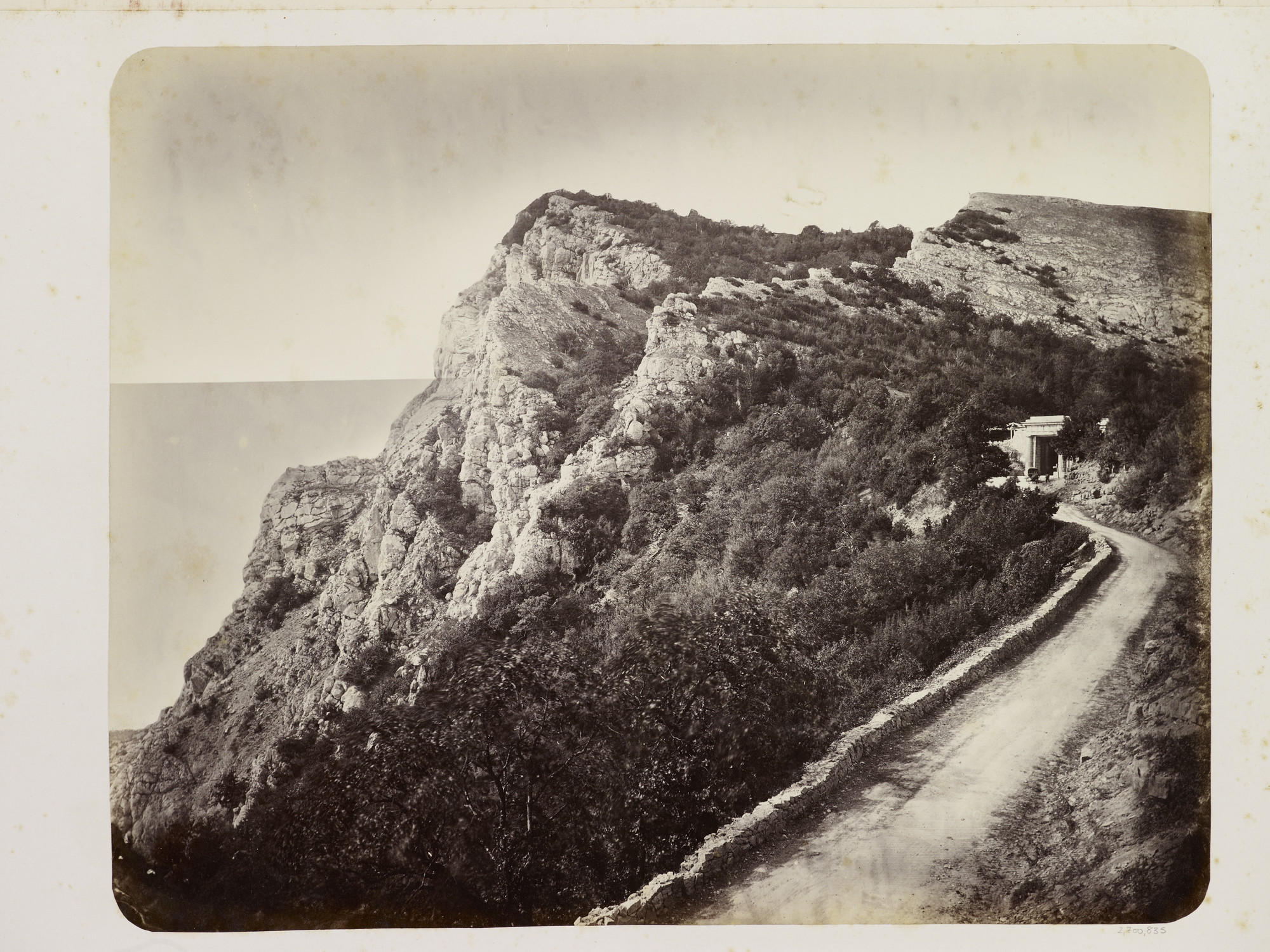
En 1869.
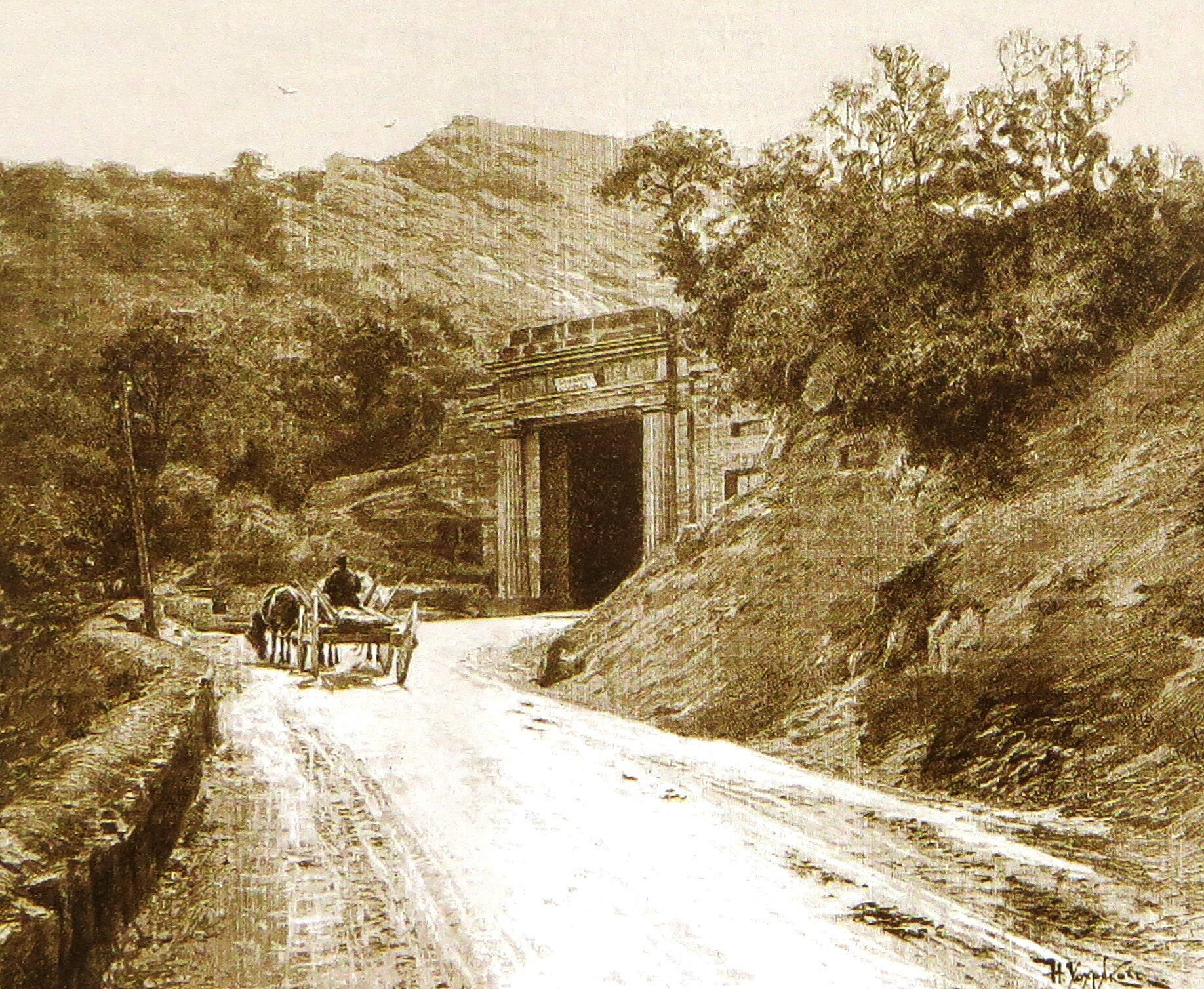
En 1893.
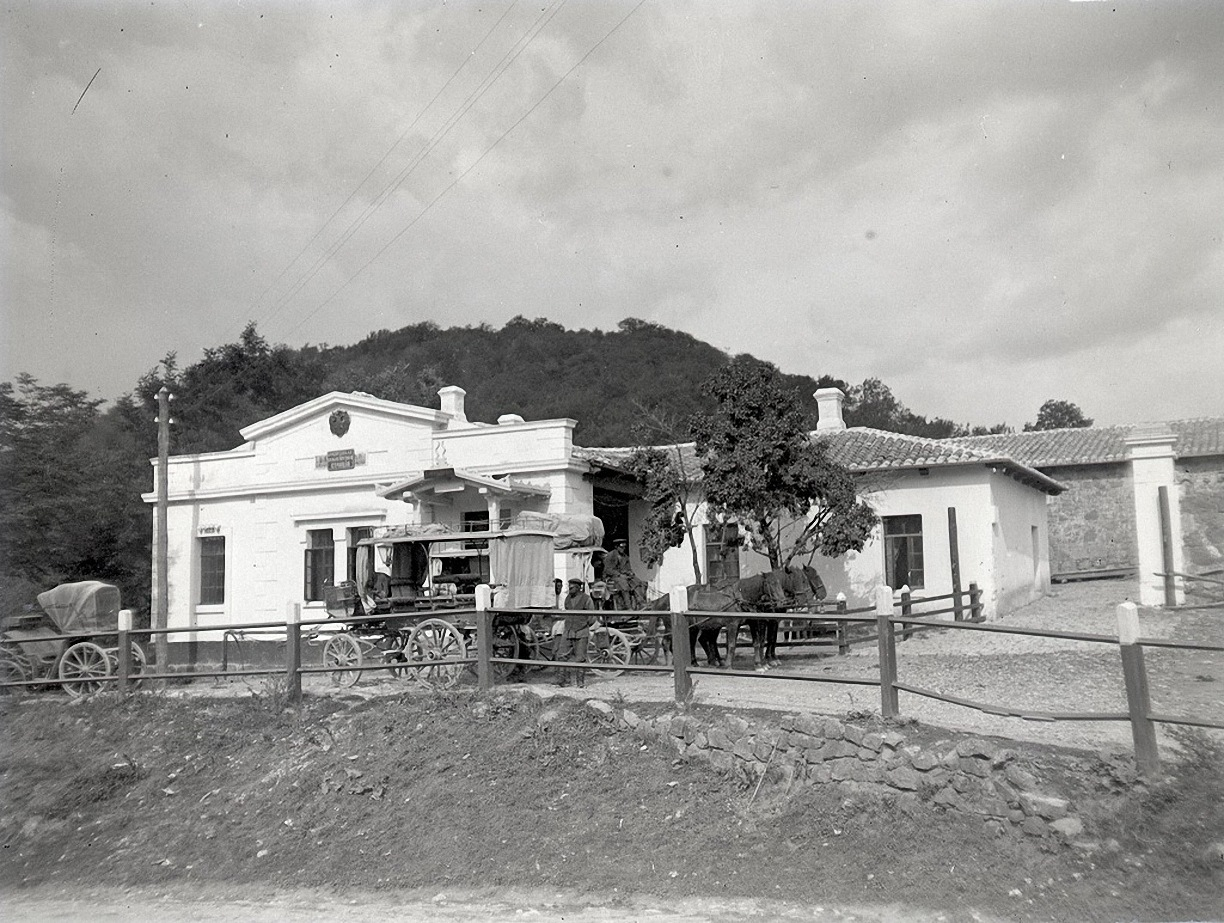
Halte en 1897.